# گمینا میوکوویتسه
گمینا میوکوویتسه (به لهستانی:  Gmina Miłkowice) یک گمینا در لهستان است که در شهرستان لگنگتسا واقع شده‌است. گمینا میوکوویتسه ۸۶٫۳۷ کیلومتر مربع مساحت و ۶٬۱۰۱ نفر جمعیت دارد.